# Ladislav Paciga
Ladislav Paciga (ur. 20 marca 1978) – słowacki hokeista.

## Kariera klubowa
- HKm Zwoleń II (1995–1997)
- HKm Zvolen (1997–1998)
- HK Spišská Nová Ves (1998–2000)
- HKm Zwoleń (2000–2004)
- HK 36 Skalica (2004–2005)
- MHC Martin (2005)
- HKm Zwoleń (2005–2008)
- Podhale Nowy Targ (2008)
- GKS Tychy (2008–2011)[1]
- HC 07 Detva (2011–2013)
- MHK Blesky Detva (2013–2015)

## Sukcesy
Klubowe
- Złoty medal mistrzostw Słowacji (1 raz): 2001 z HKm Zwoleń
- Srebrny medal mistrzostw Słowacji (4 razy): 2000, 2002, 2004, 2005 z HKm Zwoleń
- Brązowy medal mistrzostw Słowacji (1 raz): 2003 z HKm Zwoleń
- Puchar Kontynentalny (1 raz): 2005 z HKm Zwoleń
- Trzecie miejsce w Pucharze Kontynentalnym (1 raz): 2002 z HKm Zwoleń
- Srebrny medal mistrzostw Polski (2 razy): 2009, 2011 z GKS Tychy
- Brązowy medal mistrzostw Polski (1 raz): 2010 z GKS Tychy
- Puchar Polski (2 razy): 2008, 2009 z GKS Tychy

Indywidualne
- Puchar Polski w hokeju na lodzie 2009:
  - Najbardziej Wartościowy Zawodnik (MVP) turnieju finałowego
  - Najlepszy napastnik turnieju finałowego